# Хроніки Амбера
Хро́ніки Áмбера (англ. The Chronicles of Amber) — цикл фентезі-романів, написаний американським фантастом Роджером Желязни, який складається з десяти книжок, об'єднаних у два п'ятикнижжя — одне про принца Амбера Корвіна, а друге — про його сина Мерліна.

## Книги, які входять до серії
П'ятикнижжя про Корвіна:
У перших п'яти романах  розповідь ведеться від першої особи Корвіна, принца Амбера. Розказуються про його пригоди і возз'єднання з його родиною після того як він втратив пам'ять про себе і жив століттями в тіні Земля.
- 1970 — «Дев'ять принців Амбера» (Nine princes in Amber)
- 1972 — «Рушниці Авалона» (The Guns of Avalon)
- 1975 — «Знак Єдинорога» (Sign of the Unicorn)
- 1976 — «Рука Оберона» (The Hand of Oberon)
- 1978 — «Дім Хаосу» (The Courts of Chaos)

П'ятикнижжя про Мерліна:
В п'ятикнижжях Мерліна оповідь тепер ведеться від імені Мерліна, сина Корвіна. Мерлін намагається вияснити хто стоїть за щорічними посяганнями на його життя, а також намагається знайти свого батька, який зник невдовзі після їхнього знайомства в Дворах Хаосу.
- 1985 — «Козирі долі» (Trumps of Doom)
- 1986 — «Кров Амбера» (Blood of Amber)
- 1987 — «Знак Хаосу» (Sign of Chaos)
- 1989 — «Лицар Тіней» (Knight of Shadows)
- 1991 — «Принц Хаосу» (Prince of Chaos)

## Оповідання про Амбер
Роджер Желязни також написав шість коротких оповідань, які стосуються Амбера. Це:
- 1994 — «Історія комівояжера» (The Salesman's Tale)
- 1995 — «До речі, про шнурок» (Coming to a Cord)
- 1994 — «Прихована та Жизель» (The Shroudling and the Guisel)
- 1996 — «Дзеркальний коридор» (Hall of Mirrors)
- 1995 — «Синій кінь, танцюючі гори» — Blue Horse, Dancing Mountains
- 2005 — «Таємниця Амбера» — The secret of Amber (у співавторстві)

Крім того, були створені:
- 1988 — «Путівник замком Амбер» (Roger Zelazny's Visual Guide to Castle Amber by Roger Zelazny and Neil Randall). Автори — Роджер Желязни та Нейл Рендал, ілюстратор — Тод Камерон Гамільтон, картограф — Джеймс Клоуз.

- 1996 — «Повна енциклопедія Амбера» (The Complete Amber Sourcebook by Theodore Krulik). Автор — Теодор Крулік.

## Продовження хронік
П'ятикнижжя про Амбер написав також Джон Грегорі Бетанкурт — на основі чернеток Желязни, які той не встиг втілити у книги (фантаст помер 14 червня 1995 року в лікарні Сент-Вісент від ниркової недостатності). Серія розповідає історію батька Корвіна — Оберона. Дія відбувається до початку подій, описаних в першій книзі циклу — «Дев'ять принців Амбера». До серії входять:
- 2002 — «Світанок Амбера» (The Dawn of Amber)
- 2003 — «Хаос та Амбер» (Chaos and Amber)
- 2004 — «Керуй Амбером!» (To Rule in Amber)
- 2005 — «Тіні Амбера» (Shadows of Amber)
- «Меч Хаосу» (Sword of Chaos) — скасований.

## Переклади українською
Українською книги видало видавництво Навчальна книга — Богдан. Спочатку романи були видані окремими примірниками, а згодом в двох томах: П'ятикнижжя Корвіна та П'ятикнижжя Мерліна.
Серія «Хроніки Амбера»
- Желязни, Роджер (2015). Хроніки Амбера у 10 кн. Кн. 1: Дев'ять принців Амбера. Переклад з англ.: Анатолі Саган. Тернопіль: НК-Богдан. 280 стор. ISBN 978-966-10-4280-2. (Серія «Горизонти фантастики»)
- Желязни, Роджер (2015). Хроніки Амбера у 10 кн. Кн. 2: Рушниці Авалону. Переклад з англ.: Анатолі Саган. Тернопіль: НК-Богдан. 304 стор. ISBN 978-966-10-4281-9. (Серія «Горизонти фантастики»)
- Желязни, Роджер (2016). Хроніки Амбера у 10 кн. Кн. 3: Знак Єдинорога. Переклад з англ.: Анатолій Пітик та Катерина Грицайчук. Тернопіль: НК-Богдан. 240 стор. ISBN 978-966-10-4649-7. (Серія «Горизонти фантастики»)[1]
- Желязни, Роджер (2016). Хроніки Амбера у 10 кн. Кн. 4: Рука Оберона. Переклад з англ.: Анатолій Пітик та Катерина Грицайчук. Тернопіль: НК-Богдан. 240 стор. ISBN 978-966-10-4650-3. (Серія «Горизонти фантастики»)[2]
- Желязни, Роджер (2017). Хроніки Амбера у 10 кн. Кн. 5: Двори Хаосу. Переклад з англ.: Анатолій Пітик та Катерина Грицайчук. Тернопіль: НК-Богдан. 176 стор. ISBN 978-966-10-4952-8. (Серія «Горизонти фантастики»)
- Желязни, Роджер (2017). Хроніки Амбера у 10 кн. Кн. 6: Козирі долі. Переклад з англ.: Анатолій Пітик та Катерина Грицайчук. Тернопіль: НК-Богдан. 224 стор. ISBN 978-966-10-5091-3. (Серія «Горизонти фантастики»)
- Желязни, Роджер (2018). Хроніки Амбера у 10 кн. Кн. 7: Кров Амбера. Переклад з англ.: Галина Михайловська. Тернопіль: НК-Богдан. 272 стор. ISBN 978-966-10-5753-0. (Серія «Горизонти фантастики»)
- Желязни, Роджер (2019). Хроніки Амбера у 10 кн. Кн. 8. Знак Хаосу. Переклад з англ.: Галина Михайловська. Тернопіль: НК-Богдан. 264 стор. ISBN 978-966-10-5819-3. (Серія «Горизонти фантастики»)
- Желязни, Роджер (2019). Хроніки Амбера у 10 кн. Кн. 9. Лицар Тіней. Переклад з англ.: Галина Михайловська. Тернопіль: НК-Богдан. 272 стор. ISBN 978-966-10-5883-4. (Серія «Горизонти фантастики»)
- Желязни, Роджер (2019). Хроніки Амбера у 10 кн. Кн. 10. Принц Хаосу. Переклад з англ.: Галина Михайловська. Тернопіль: НК-Богдан. 280 стор. ISBN 978-966-10-5902-2. (Серія «Горизонти фантастики»)